# Telorta obscura
Telorta obscura är en fjärilsart som beskrevs av Yoshimoto 1987. Telorta obscura ingår i släktet Telorta och familjen nattflyn. Inga underarter finns listade i Catalogue of Life.